# 杜瓦讷内
杜瓦讷内（發音：[dwaʁnəne]），法国西北部城市，布列塔尼大区菲尼斯泰尔省的一个市镇，隶属于坎佩尔区，其市镇面积为24.94平方公里，2022年1月1日时人口数量为14,188人，在法国市镇中排名第699位。
杜瓦讷内位于菲尼斯泰尔省西南部，大西洋海滨，其附近的海湾亦以该地命名。杜瓦讷内是菲尼斯泰尔省西南部的一个区域性的中心城市，通过公路连接省会坎佩尔，其历史上因盛产沙丁鱼而闻名，被称为“沙丁鱼之城”（ville de la sardine）。

## 地名来源

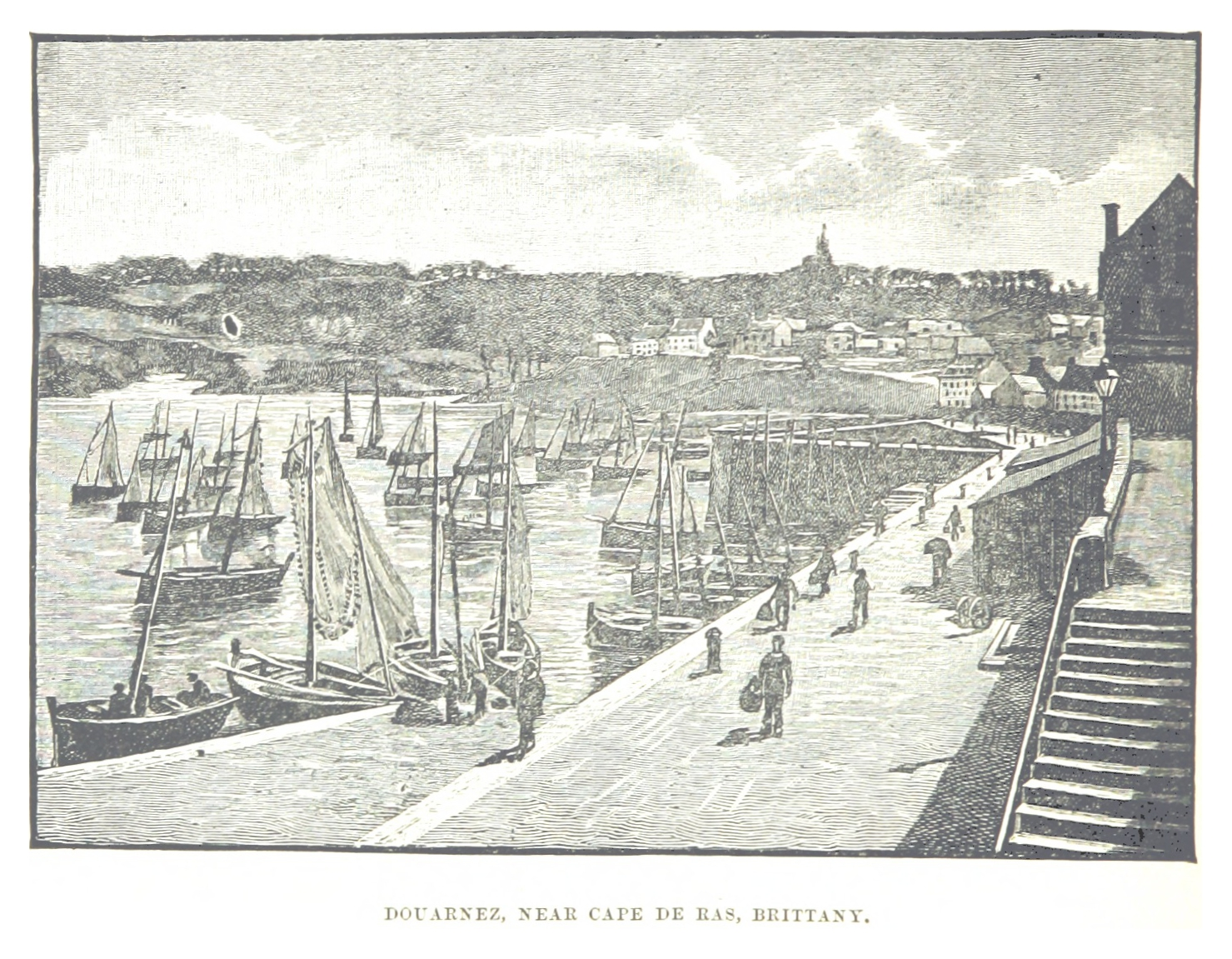
19世纪末的杜瓦讷内港口

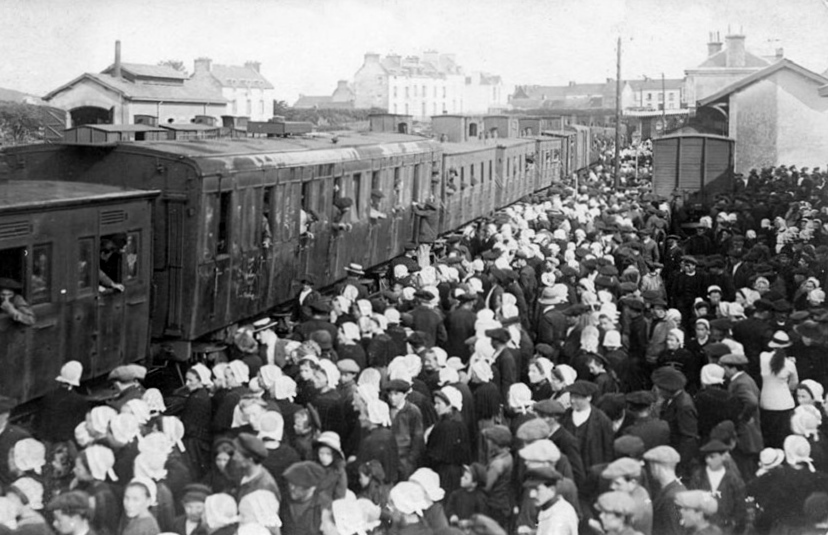
1914年的杜瓦讷内火车站

“杜瓦讷内”一名来源于布列塔尼语“Douar an Enez”，意为“大陆和岛屿”，可能与当地的海陆自然景观有关（布列塔尼半岛+特里斯唐岛）。

## 历史
根据布列塔尼的民间传说，凯尔特人的祖先曾在杜瓦讷内附近海面上建造了一座名叫“伊斯”的城市，但其真实性尚无从考证。杜瓦讷内境内有一处铁器时代遗留下来的墓碑。高卢-罗马时期，杜瓦讷内因盛产沙丁鱼而成为一个渔港，并出现了制造鱼酱的作坊。中世纪初期，杜瓦讷内曾多次遭遇海盗入侵。公元12世纪时，科努瓦耶领主曾在此修建了一处教堂以纪念布列塔尼天主教圣人图格杜阿尔。宗教战争期间，天主教军事家居伊·埃代尔·德·拉丰特内勒曾控制了杜瓦讷内地区，当地的新教徒被迫逃离。17世纪末，杜瓦讷内所处的布列塔尼半岛爆发印花税起义，杜瓦讷内是该起义的核心区域之一。法国大革命后，杜瓦讷内成为菲尼斯泰尔省的一个市镇。工业革命期间，途径杜瓦讷内的铁路线建成通车，后因设施老化和私人汽车的兴起而停运。1921年，代表法国共产党的塞巴斯蒂安·韦利先生（Sébastien Velly）被竞选为杜瓦讷内市长，杜瓦讷内成为法国最早的共产主义领地城市之一。1945年，普洛阿雷、滨海普尔达维德和特雷布勒三个市镇整体并入杜瓦讷内。二战后，随着旅游业的兴起，杜瓦讷内境内兴建了多处度假公寓及酒店。但由于杜瓦讷内渔业捕捞活动的减少，当地人口数量有所下降。1978年，当地政府创建了杜瓦讷内电影节。

## 地理

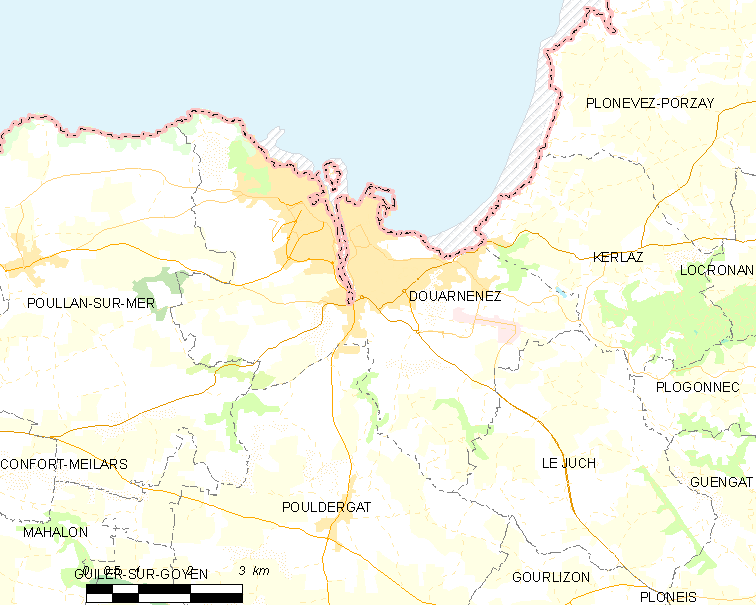
杜瓦讷内市镇范围地图

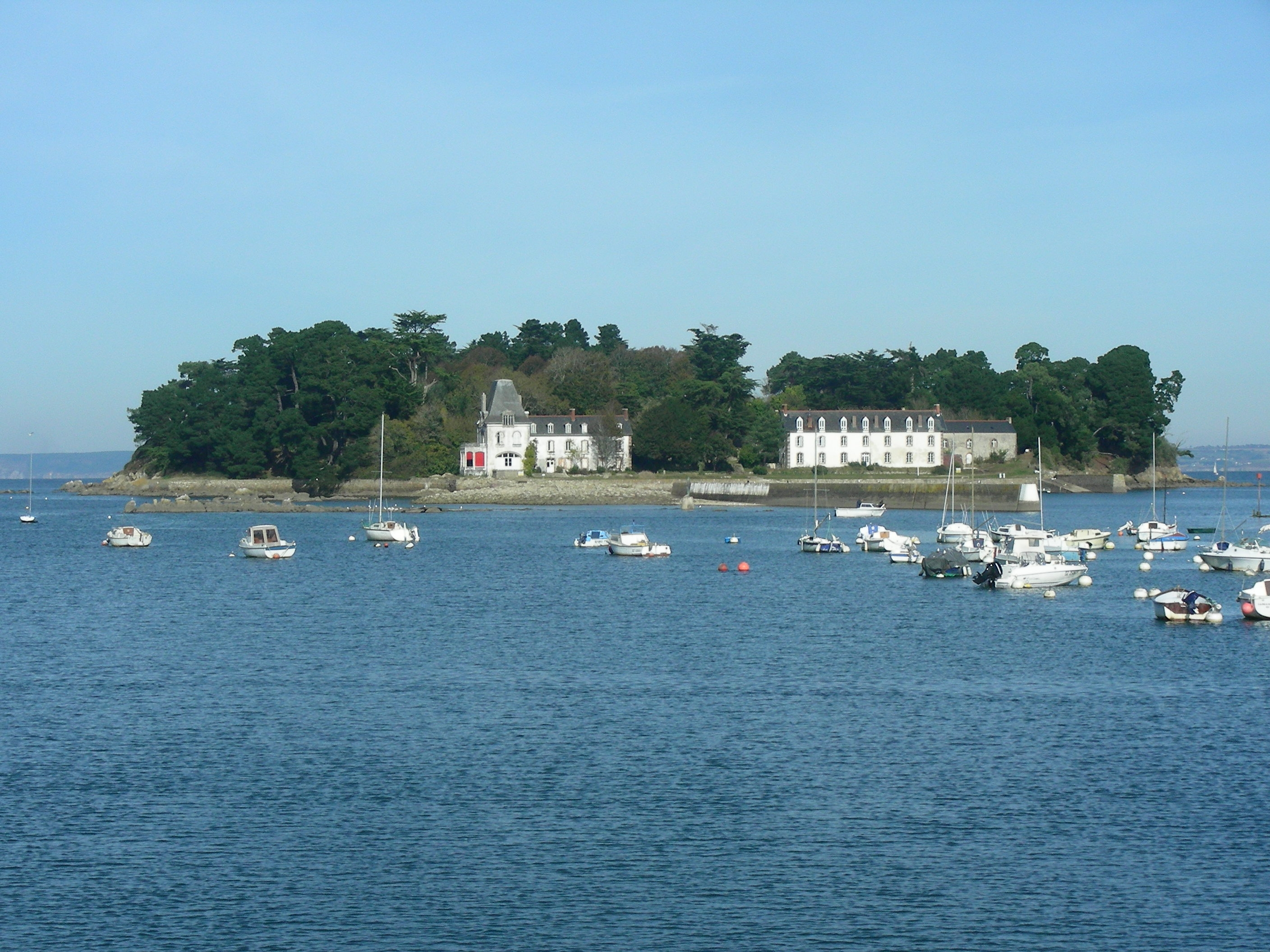
特里斯唐岛

杜瓦讷内位于法国西北部，布列塔尼大区西部和菲尼斯泰尔省西南部，距离省会坎佩尔大约23公里。杜瓦讷内附近海域上的特里斯唐岛亦为杜瓦讷内的市镇范围。与杜瓦讷内接壤的市镇包括：勒瑞克、凯尔拉兹、普尔代加特、滨海普朗。

### 地形
杜瓦讷内位于阿摩里卡丘陵的一处海角附近，境内以平原和浅丘为主，市镇中心地势较为平坦，全境海拔在0到86米之间。

### 水文
杜瓦讷内位于一处海湾的南侧，多条溪流汇集入市区西部的吕港并独立入海。吕港原本为一条普通的潮汐河，19世纪时其入海口附近建起了水坝，以提高内河部分的水位供船只停靠。

### 植被
杜瓦讷内属于温带阔叶混交林区，科阿塔内尔树林（Bois de Coataner）和凯尔马龙花园（Jardin de Kermarron）是当地的两处大型城市绿地公园，林地则广泛分布于市镇范围内的多个街区。
在鲜花城市的评比中，杜瓦讷内被评为3星级鲜花城市。

### 气候
杜瓦讷内在柯本气候分类法中属于温带海洋性气候。
距离杜瓦讷内最近的常年气象站位于普吕居方境内，以下为该气象站的数据：
| 普吕居方1981年－2019年 | 普吕居方1981年－2019年 | 普吕居方1981年－2019年 | 普吕居方1981年－2019年 | 普吕居方1981年－2019年 | 普吕居方1981年－2019年 | 普吕居方1981年－2019年 | 普吕居方1981年－2019年 | 普吕居方1981年－2019年 | 普吕居方1981年－2019年 | 普吕居方1981年－2019年 | 普吕居方1981年－2019年 | 普吕居方1981年－2019年 | 普吕居方1981年－2019年 |
| 月份                   | 1月                    | 2月                    | 3月                    | 4月                    | 5月                    | 6月                    | 7月                    | 8月                    | 9月                    | 10月                   | 11月                   | 12月                   | 全年                   |
| ---------------------- | ---------------------- | ---------------------- | ---------------------- | ---------------------- | ---------------------- | ---------------------- | ---------------------- | ---------------------- | ---------------------- | ---------------------- | ---------------------- | ---------------------- | ---------------------- |
| 历史最高温 °C（°F）    | 16.9 (62.4)            | 18.6 (65.5)            | 23.3 (73.9)            | 27.1 (80.8)            | 30.3 (86.5)            | 35.9 (96.6)            | 34.9 (94.8)            | 35.8 (96.4)            | 30.7 (87.3)            | 26.8 (80.2)            | 19.7 (67.5)            | 17.7 (63.9)            | 35.9 (96.6)            |
| 平均高温 °C（°F）      | 9.4 (48.9)             | 9.7 (49.5)             | 11.9 (53.4)            | 13.9 (57.0)            | 17 (63)                | 19.8 (67.6)            | 21.7 (71.1)            | 21.9 (71.4)            | 19.8 (67.6)            | 16 (61)                | 12.4 (54.3)            | 10 (50)                | 15.3 (59.5)            |
| 日均气温 °C（°F）      | 6.8 (44.2)             | 6.7 (44.1)             | 8.5 (47.3)             | 10.1 (50.2)            | 13.1 (55.6)            | 15.8 (60.4)            | 17.7 (63.9)            | 17.8 (64.0)            | 15.8 (60.4)            | 12.8 (55.0)            | 9.5 (49.1)             | 7.4 (45.3)             | 11.8 (53.2)            |
| 平均低温 °C（°F）      | 4.2 (39.6)             | 3.8 (38.8)             | 5.2 (41.4)             | 6.3 (43.3)             | 9.2 (48.6)             | 11.7 (53.1)            | 13.6 (56.5)            | 13.6 (56.5)            | 11.8 (53.2)            | 9.7 (49.5)             | 6.6 (43.9)             | 4.7 (40.5)             | 8.4 (47.1)             |
| 历史最低温 °C（°F）    | −10.1 (13.8)           | −8.4 (16.9)            | −7 (19)                | −2.2 (28.0)            | 0.3 (32.5)             | 3.9 (39.0)             | 6.6 (43.9)             | 6.9 (44.4)             | 0.1 (32.2)             | −1.2 (29.8)            | −4.6 (23.7)            | −7.2 (19.0)            | −10.1 (13.8)           |
| 平均降水量 mm（）      | 151.1 (5.95)           | 120.4 (4.74)           | 98.9 (3.89)            | 90.2 (3.55)            | 90.2 (3.55)            | 59.3 (2.33)            | 67.2 (2.65)            | 64.6 (2.54)            | 86.9 (3.42)            | 130.1 (5.12)           | 139.7 (5.50)           | 151.6 (5.97)           | 1,250.2 (49.22)        |
| 月均日照時數           | 65.9                   | 85.7                   | 126.5                  | 170.7                  | 194.2                  | 215.9                  | 194.3                  | 194                    | 177.3                  | 111.5                  | 77.9                   | 70.1                   | 1,684                  |
| 来源：infoclimat.fr    |                        |                        |                        |                        |                        |                        |                        |                        |                        |                        |                        |                        |                        |

## 行政区划
杜瓦讷内的市镇编号为29046，邮政编号为29100。
在行政管理方面，杜瓦讷内隶属于法国布列塔尼大区菲尼斯泰尔省坎佩尔区；在地方选举方面，杜瓦讷内是杜瓦讷内县的中央投票站所在地，其市镇范围全境被划入菲尼斯泰尔省第七选区；在社会管理方面，杜瓦讷内是杜瓦讷内市镇公共社区的办公驻地。
杜瓦讷内市镇被划为四个街区，并实行街区自治制度。
法国国家统计与经济研究所（简称）在进行数据统计时，将杜瓦讷内单独设为杜瓦讷内城市核心区，并将包括核心区在内的周边共两个市镇划为杜瓦讷内城市区。自2020年起，杜瓦讷内城市区被包含58个市镇的坎佩尔城市辐射区代替。此外，还将杜瓦讷内市镇分为了7个“块区”（IRIS），以便于统计人口分布情况。

## 交通

### 公路
菲尼斯泰尔省省道D7线、D143线和D765线在杜瓦讷内境内交汇。布列塔尼大区下属的城际客运提供巴士线路，可前往周边部分市镇。
| 37 | 248 |

| 5 | 288 |

| 坎佩尔 | 23 |

| 沙托兰 | 26 |

| 布雷斯特 | 71 |

| 朗代诺 | 63 |

| 洛里昂 | 90 |

| 蓬拉贝 | 32 |

2018年，58.7%的杜瓦讷内家庭拥有至少一辆私人汽车。2019年，杜瓦讷内境内共发生各类交通事故5起，造成5人受伤。

### 铁路

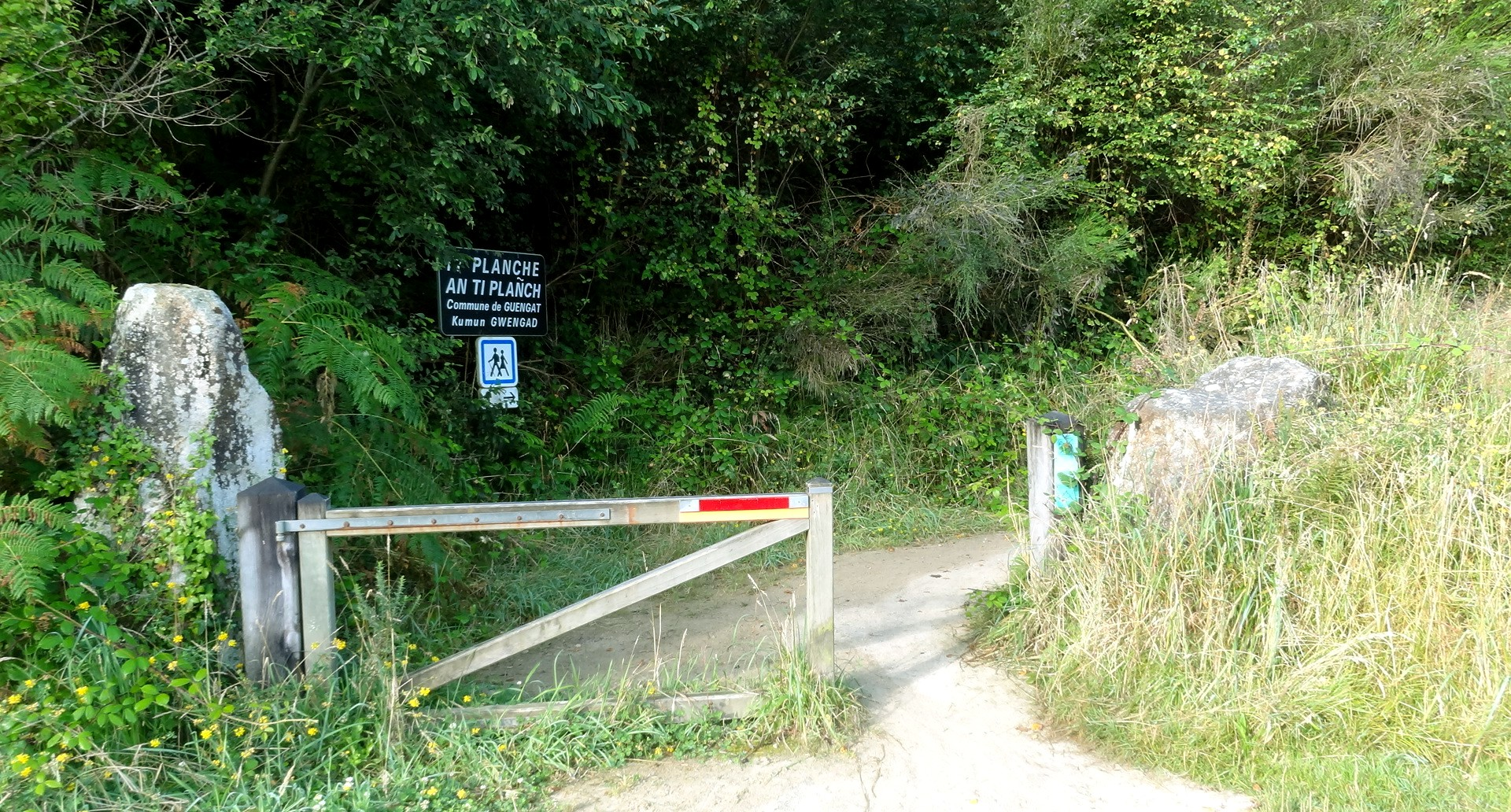
被改为健身绿道的原废弃铁路

杜瓦讷内位于坎佩尔－杜瓦讷内-特雷布勒铁路上，该铁路已于1988年关闭；另一条途径杜瓦讷内的地方铁路（连接杜瓦讷内和欧迪耶讷）则于1946年关闭。
距离杜瓦讷内最近的运营中的客运铁路车站为23公里外的坎佩尔站，该站开行前往巴黎的高速列车以及前往雷恩、南特和布雷斯特三个方向的区域列车。

### 航空
距离杜瓦讷内最近的民用航空站为坎佩尔机场，距离杜瓦讷内市中心的公路里程约20公里，开行前往巴黎和伦敦的固定航班。

### 城市公共交通
杜瓦讷内城市公共交通（商业名称为）是当地的城市公共交通系统。截至2022年2月，该系统共包括三条市区公交线路，另有校车及工业区专线，路网覆盖了杜瓦讷内市区内的主要街道和居民区。

## 政治

### 市政内阁
杜瓦讷内的现任市长为若瑟利娜·普瓦特万女士（Jocelyne Poitevin），她是一名右翼无党派人士的一名成员，在2020年的市政选举中获得了57.19%的支持率。
| 杜瓦讷内历届市长 | 杜瓦讷内历届市长                                  | 杜瓦讷内历届市长          |
| 任期             | 市长                                              | 党派                      |
| ---------------- | ------------------------------------------------- | ------------------------- |
| 1944年－1945年   | Joseph PENCALET 约瑟夫·庞拉莱                     | PCF法国共产党             |
| 1945年－1949年   | Yves CAROFF 伊夫·卡罗夫                           | PCF法国共产党             |
| 1949年－1945年   | Joseph TROCMÉ 约瑟夫·特罗克梅                     | PCF法国共产党             |
| 1951年－1959年   | Marcel Arnous DES SAULSAYS 马塞尔·阿尔努·代索尔赛 | MRP人民共和运动           |
| 1959年－1965年   | Henri MOTTIER 亨利·莫蒂埃                         | MRP人民共和运动           |
| 1965年－1967年   | Georges-Camille RÉAUD 乔治-卡米耶·雷奥            | 無黨籍                    |
| 1967年－1971年   | Jean-Claude DUBOURG 让-克洛德·迪堡                | MRP人民共和运动           |
| 1971年－1995年   | Michel MAZÉAS 米歇尔·马泽阿                       | PCF法国共产党             |
| 1995年－1997年   | Joseph TRÉTOUT 约瑟夫·特雷图                      | UDF法国民主联盟           |
| 1997年－2001年   | Jocelyne POITEVIN 若瑟利娜·普瓦特万               | DVD右翼无党派人士         |
| 2001年－2008年   | Monique PRÉVOST 莫尼克·普雷沃                     | DVG左翼无党派人士         |
| 2008年－2017年   | Philippe PAUL 菲利普·保罗                         | UMP人民运动联盟 →LR共和黨 |
| 2017年－2020年   | François CADIC 弗朗索瓦·卡迪克                    | LR共和黨                  |
| 2020年－         | Jocelyne POITEVIN 若瑟利娜·普瓦特万               | DVD右翼无党派人士         |

### 各级选举
| 杜瓦讷内历届投票选举结果 | 杜瓦讷内历届投票选举结果 | 杜瓦讷内历届投票选举结果 | 杜瓦讷内历届投票选举结果 | 杜瓦讷内历届投票选举结果    | 杜瓦讷内历届投票选举结果 | 杜瓦讷内历届投票选举结果 | 杜瓦讷内历届投票选举结果      | 杜瓦讷内历届投票选举结果 | 杜瓦讷内历届投票选举结果 |
| 选举项目                 | 选举范围                 | 选区单位                 | 选举结果                 | 选举结果                    | 选举结果                 | 选举结果                 | 选举结果                      | 选举结果                 | 参考资料                 |
| 选举项目                 | 选举范围                 | 选区单位                 | 第一轮胜出者             | 第一轮胜出者                | 支持率                   | 第二轮胜出者             | 第二轮胜出者                  | 支持率                   | 参考资料                 |
| ------------------------ | ------------------------ | ------------------------ | ------------------------ | --------------------------- | ------------------------ | ------------------------ | ----------------------------- | ------------------------ | ------------------------ |
| 2017年法國總統選舉       | 法國                     | 市镇                     |                          | 埃马纽埃尔·马克龙           | 27.56%                   |                          | 埃马纽埃尔·马克龙             | 80.65%                   | [ 34 ]                   |
| 2017年法国立法选举       | 菲尼斯泰尔省第七选区     | 市镇                     |                          | 利利亚娜·唐吉               | 33.66%                   |                          | 利利亚娜·唐吉                 | 60.49%                   | [ 34 ]                   |
| 2019年欧洲议会选举       | 法國                     | 市镇                     |                          | 复兴运动党                  | 21.62%                   | （不适用）               | （不适用）                    | （不适用）               | [ 34 ]                   |
| 2021年法国省级选举       | 菲尼斯泰尔省             | 县                       |                          | 弗洛朗丝·克罗姆 达米安·罗法 | 43.64%                   |                          | 迪迪埃·居永 若瑟利娜·普瓦特万 | 50.72%                   | [ 35 ]                   |
| 2021年法国省级选举       | 菲尼斯泰尔省             | 市镇                     |                          | 弗洛朗丝·克罗姆 达米安·罗法 | 45.31%                   |                          | 迪迪埃·居永 若瑟利娜·普瓦特万 | 51.69%                   | [ 35 ]                   |
| 2021年法国大区选举       | 布列塔尼大區             | 市镇                     |                          | 克莱尔·代马尔-普瓦里埃      | 21.76%                   |                          | 克莱尔·代马尔-普瓦里埃        | 32.51%                   | [ 36 ]                   |
| 2022年法國總統選舉       | 法國                     | 市镇                     |                          | 让-吕克·梅朗雄              | 30.46%                   |                          | 埃马纽埃尔·马克龙             | 71.36%                   | [ 34 ]                   |
| 2022年法国立法选举       | 菲尼斯泰尔省第七选区     | 市镇                     |                          | 约拉德·布安                 | 35.51%                   |                          | 约拉德·布安                   | 51.95%                   | [ 34 ]                   |

## 人口
2019年，杜瓦讷内市镇人口数量为14,000，在法国排名第699位。其中男性6,467人，女性7,533人，75岁及以上人口占13.8%，外籍人口数量为254人，人口密度为561人/平方公里，当地居民被称为（男性）或（女性），亦可统称为。2020年，杜瓦讷内境内出生81人，死亡人口261人。
| 杜瓦讷内1901年－2019年人口变化情况                                                                          |
| |
| 旧杜瓦讷内 新杜瓦讷内（原杜瓦讷内、普洛阿雷、滨海普尔达维德和特雷布勒四个市镇之和）数据来源：Cassini、INSEE |

## 经济
杜瓦讷内是一个区域性的中心城市。截止2022年1月，杜瓦讷内市镇范围内共有各类用人单位（包含自雇）2,250家，平均历史为17年，其中98.65%为中小型企业（PME）。（轻金属包装生产）、（通讯设备生产）及（易爆品销售）是当地2020年营业额最高的三个企业，分别为63,926,137欧元、52,773,589欧元和48,360,825欧元。

## 财政与居民收入
2020年，杜瓦讷内的财政收入总额为20,466,600欧元，财政支出总额为19,416,800欧元，当年的债务总额为24,667,600欧元。2021年，杜瓦讷内共获得1,610,556欧元的国家财政补助，比上一年减少了0.74%。
2019年，杜瓦讷内的人均月收入总额为1,999欧元，其中高级职员为3,757欧元，低于法国平均水平（4,230欧元）；中级职员为2,207欧元，低于法国平均水平（2,411欧元）；普通职员为1,632欧元，亦低于法国平均水平（1,740欧元）。
2018年，杜瓦讷内境内的青壮年（15至64岁）失业率为18.4%，当地46.5%的家庭拥有纳税资格，平均纳税2,081欧元，低于法国平均水平（3,910欧元）。

## 社会事务

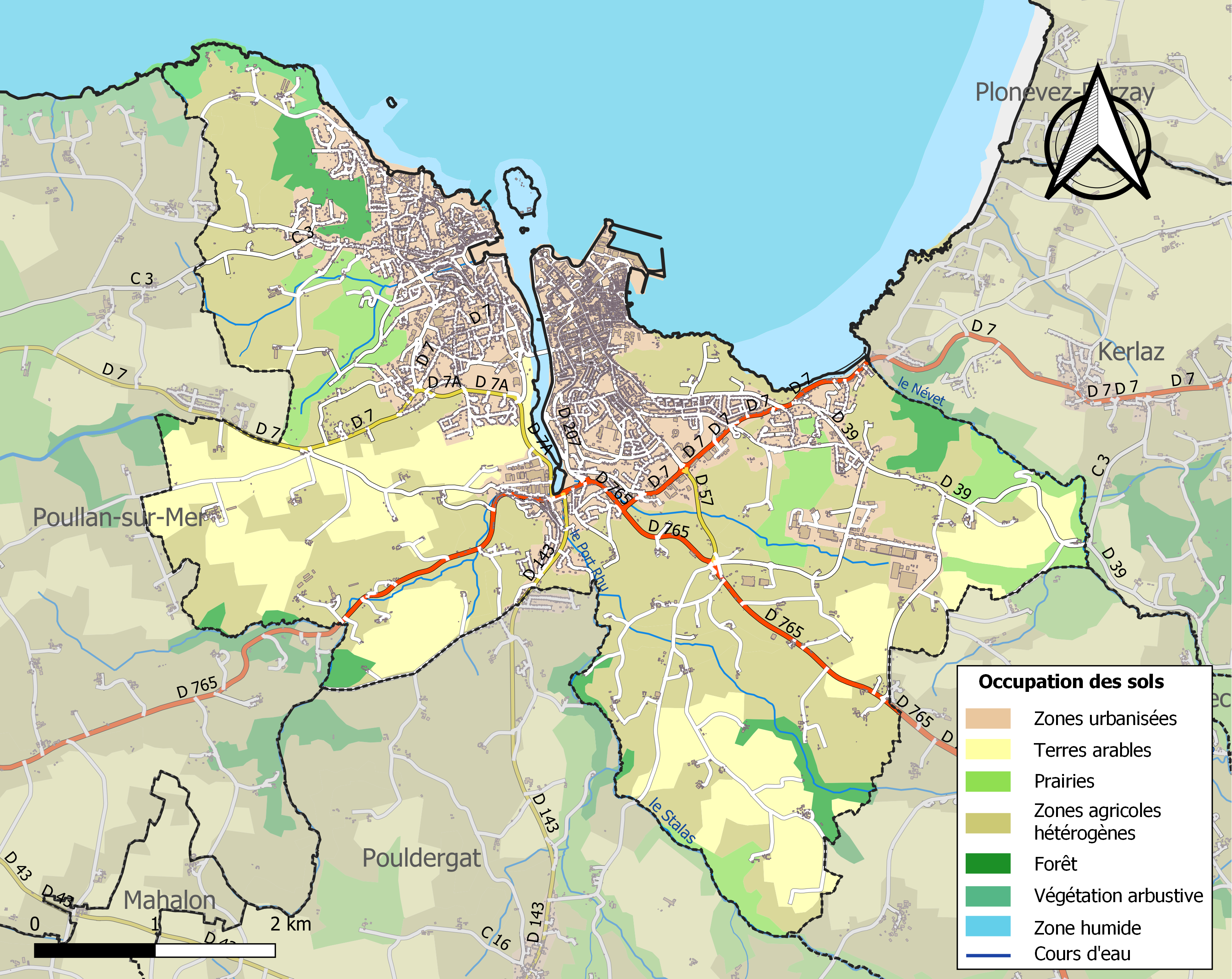
杜瓦讷内土地利用情况地图

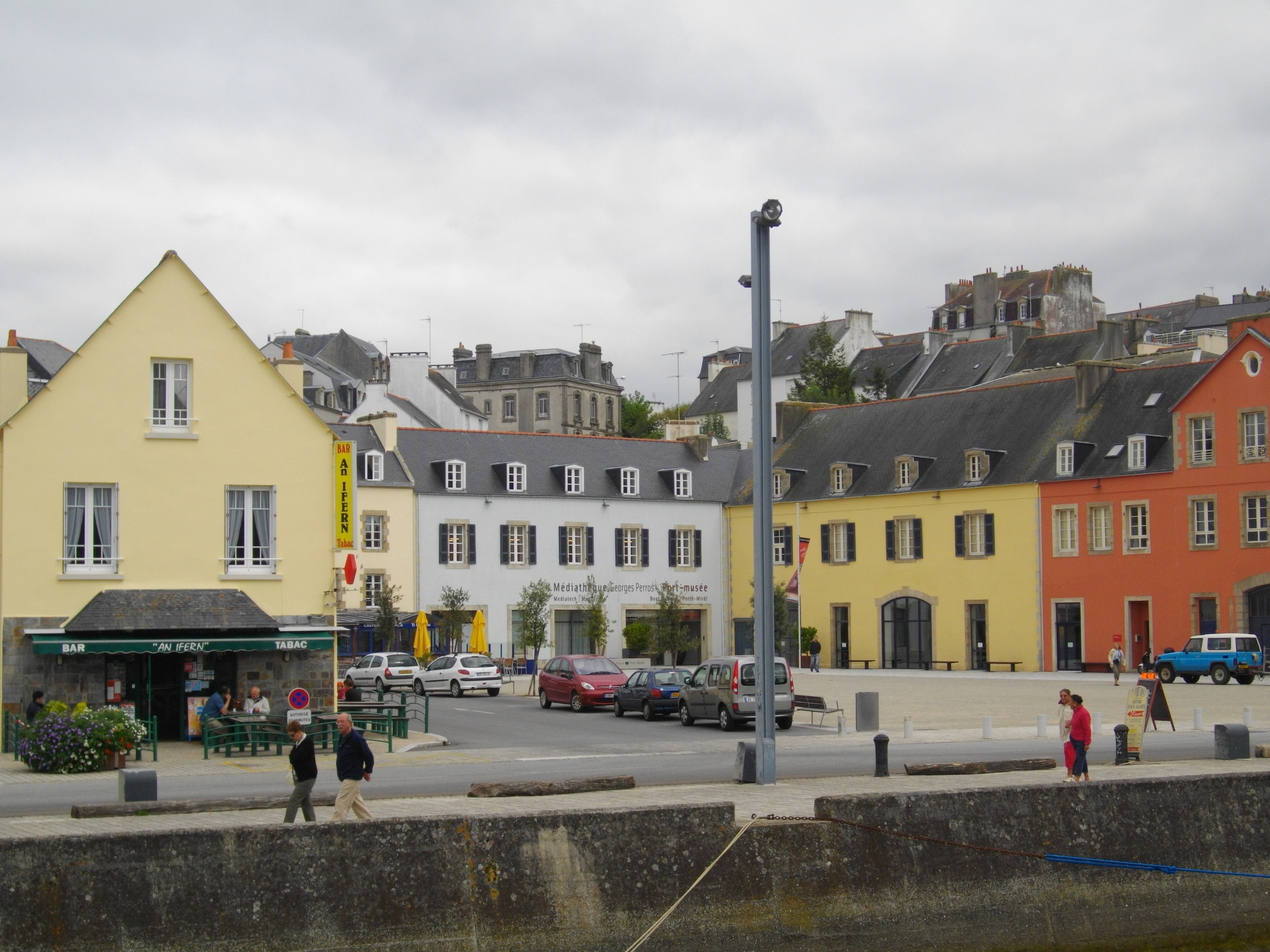
杜瓦讷内海洋博物馆

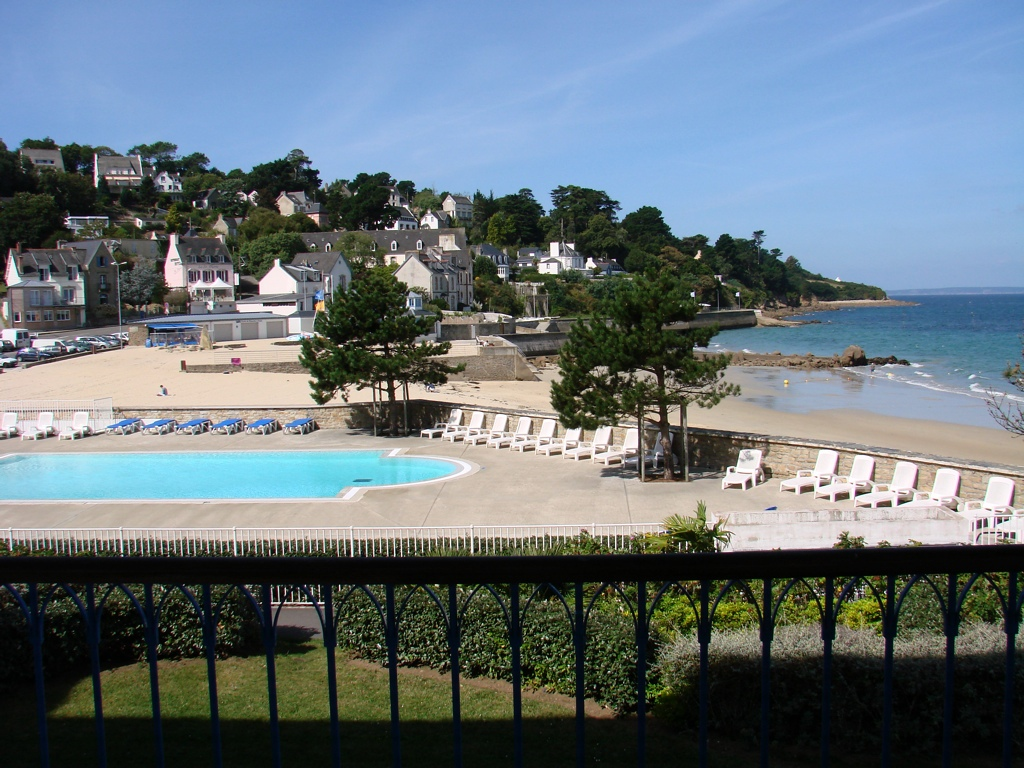
杜瓦讷内的一处海滨度假酒店

### 教育
杜瓦讷内属于雷恩学区。截止2020年1月1日，杜瓦讷内境内共有1所幼儿园、7所小学、2所初级中学、2所普通高中和1所职业高中。2018至2019学年度，杜瓦讷内境内共有在校中等教育阶段学生1,580名。

### 医疗
截止2020年1月1日，杜瓦讷内境内共有全科医生19名、保健师15名、牙医8名、护士70名、耳科医生1名、眼科医生2名、皮肤科医生1名、助产士1名和儿科医生1名。境内共有药房7家、养老院4家、残疾人帮扶中心2家。
杜瓦讷内中心医院（Centre Hospitalier de Douarnenez）是法国的一个区域性医疗机构，其主病区位于杜瓦讷内市区东南部，设有床位154个，是当地规模最大的公立综合性医院。

### 住房
2018年，杜瓦讷内境内共有各类住房10,363套，其中60.4%为独立式居民区，38%为集中式居民区。常住房屋占杜瓦讷内市镇范围内居民建筑总量的73.0%。
在住房保障政策方面，2020年，杜瓦讷内境内共有1,570户家庭获得了住房经济补助，受益人数占总人口数量的11.2%，其中1,481份为房租补助。

### 商业
2019年，杜瓦讷内境内共有各类实体商铺351家，其中餐厅70家、大型超市12家、杂货店4家、面包房13家、肉铺8家、书店5家、装饰品店1家、银行门店14家、美容美发店18家、汽车维修店11家。市区西部建有开放式商业街区，有E.Leclerc、Lidl等大型综合超市；市区东南部亦有一家Intermarché购物商场。

### 体育
2020年，杜瓦讷内境内共有2家游泳池、4间体育馆、1座综合体育场、8处网球场、1处马术场、5处足球或橄榄球场以及3处篮球或排球场。
截至2022年2月，杜瓦讷内境内共有三家注册足球俱乐部。杜瓦讷内海洋之星（Stella-Maris de Douarnenez，编号501981）是当地的代表性足球队，成立于1931年，其主队2021至2022赛季参加布列塔尼大区足球联赛甲组（法国第六级别），其主场为佩尼蒂球场（Stade de Pénity），位于市区东南部。

### 环境
杜瓦讷内的环境事务由其所属的杜瓦讷内市镇公共社区负责。2019年，杜瓦讷内境内共有2家污染企业。

### 治安
2019年，杜瓦讷内市镇范围内共有1处派出所和1处宪兵队。
杜瓦讷内所在地是坎佩尔国家宪兵总队的管辖范围。2020年，该宪兵队辖区内共49个市镇累计发生各类案件3,826起，其中盗窃类案件1,920起，经济类案件636起，毒品交易类案件277起。

## 文化
2020年，杜瓦讷内境内共有1家电影院和1家博物馆。杜瓦讷内市政府提供乔治·佩罗斯多媒体中心（Médiathèque Georges Perros），每周二至六向公众开放。

### 建筑
杜瓦讷内境内有多处历史建筑，其中法国国家文物保护单位包括普洛阿雷圣埃尔莱教堂、普尔达维德圣雅各教堂、水手休息室旧址等。

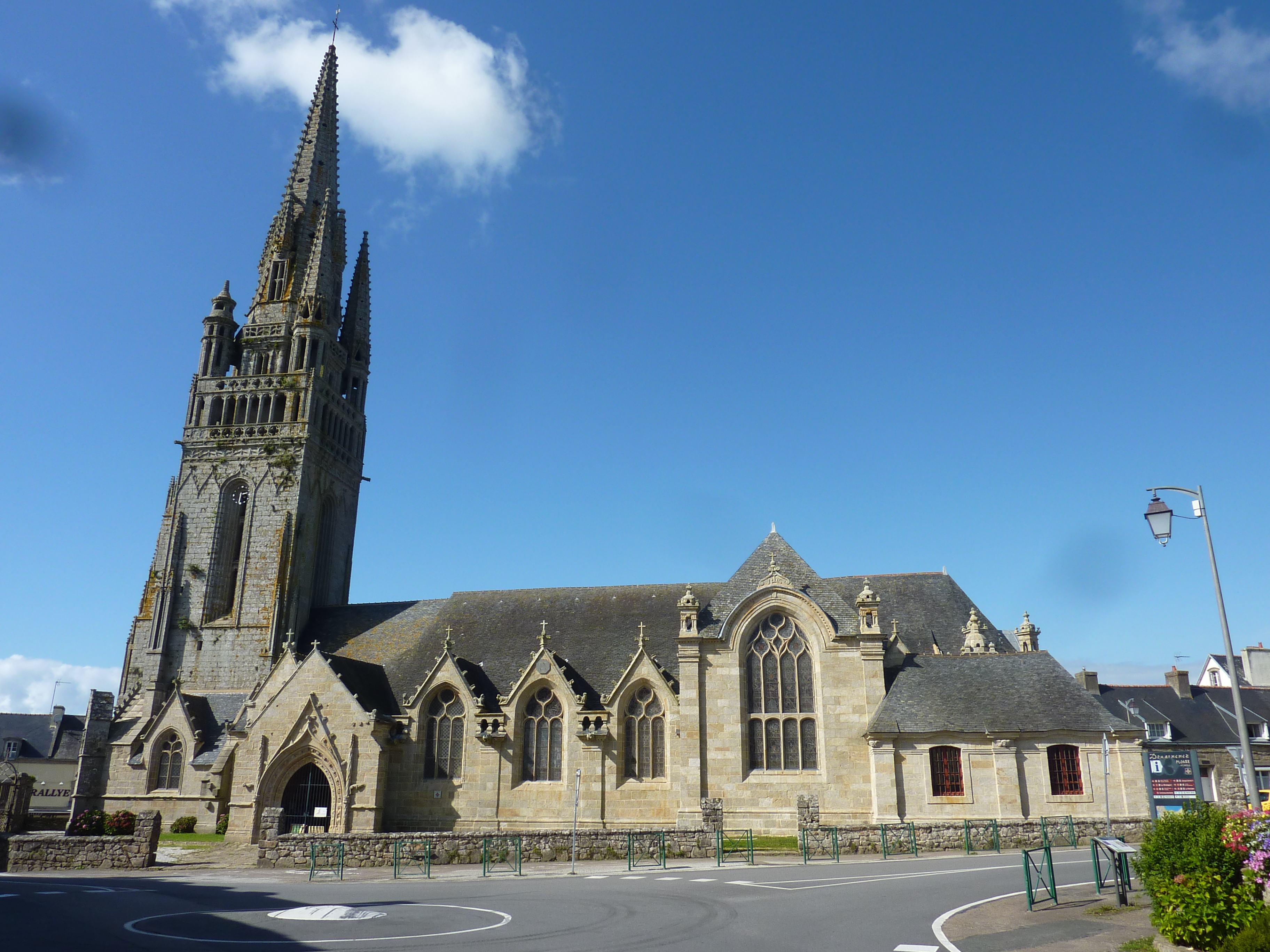
圣埃尔莱教堂（法语：Église Saint-Herlé de Ploaré）
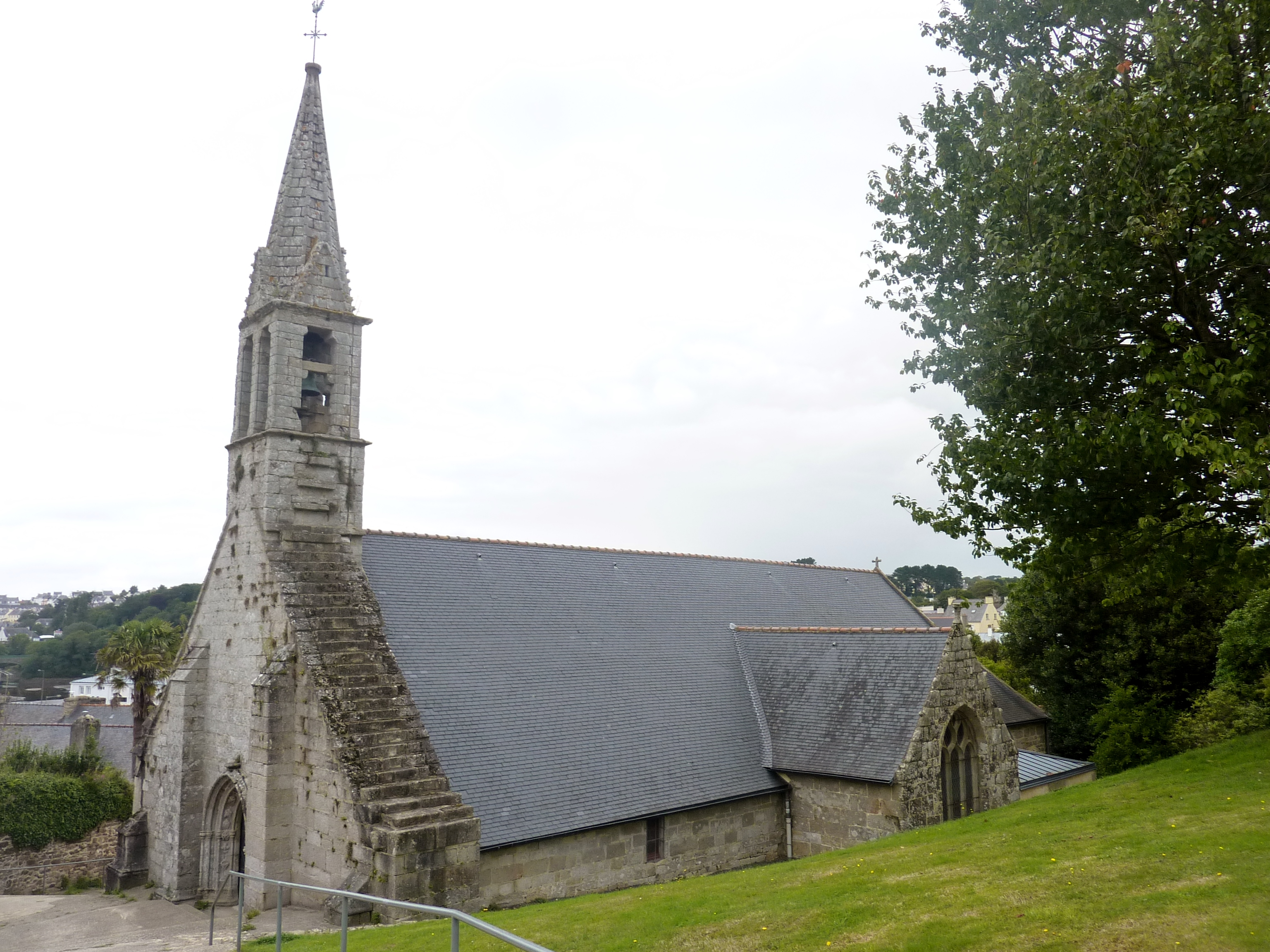
圣雅各教堂（法语：Église Saint-Jacques de Pouldavid）
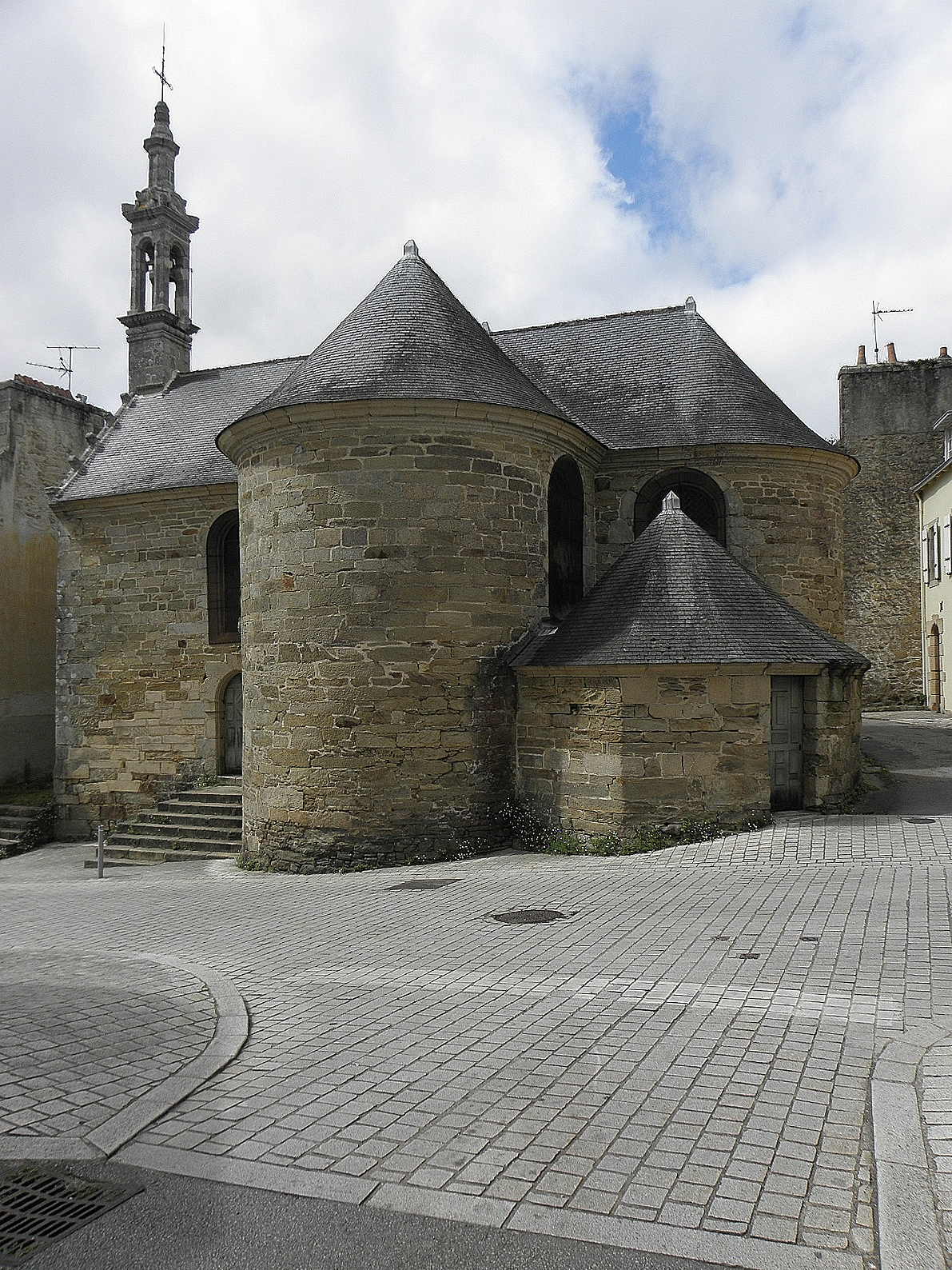
圣马塞尔小教堂
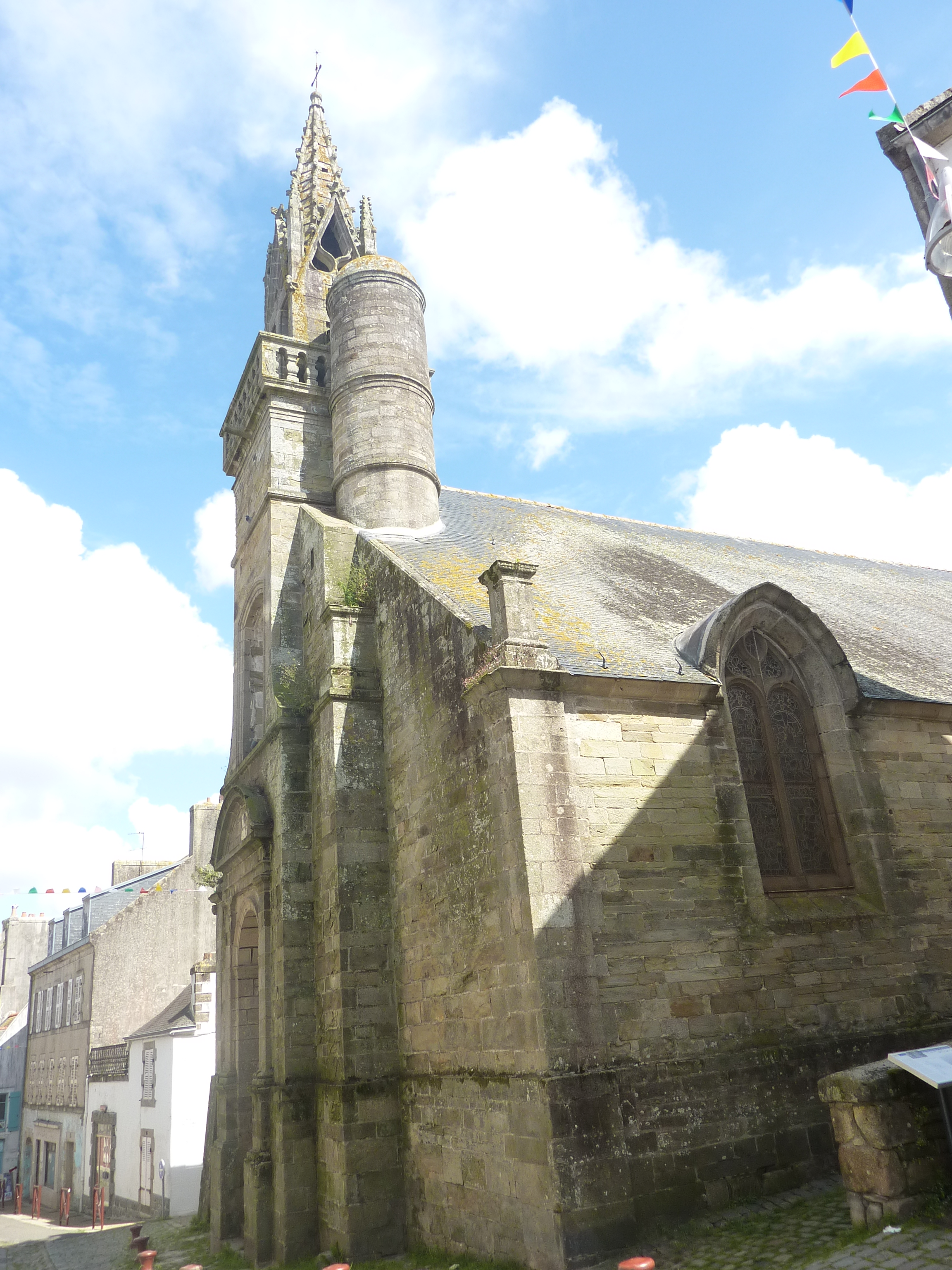
圣伊莲小教堂
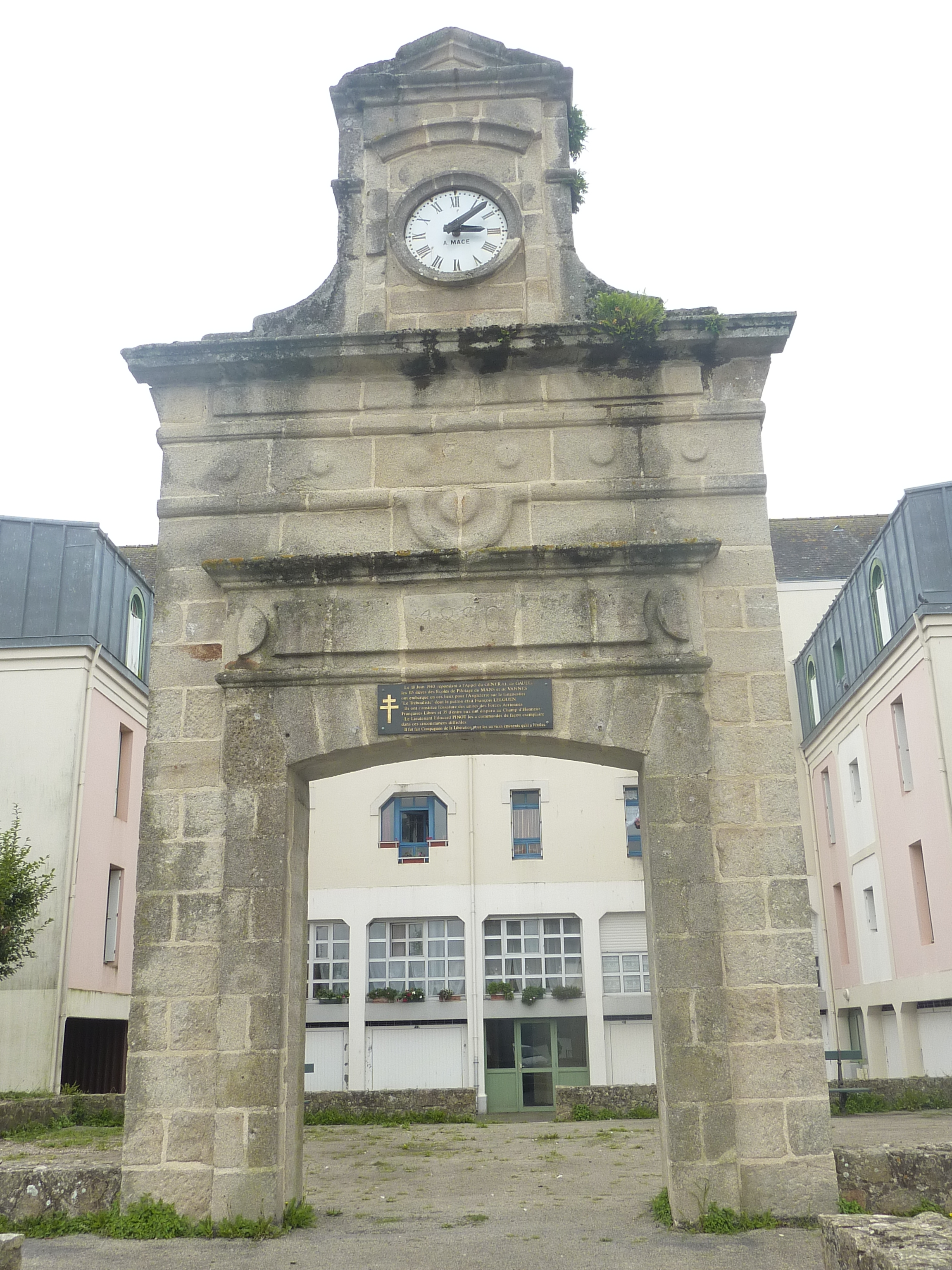
钟楼牌坊
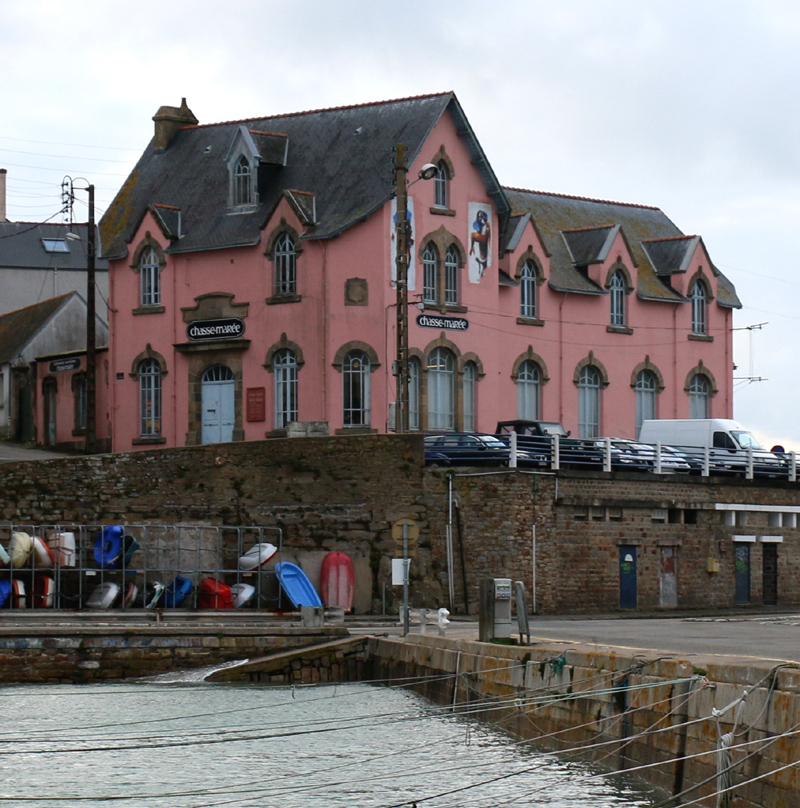
水手休息室旧址（法语：Ancien abri du marin (Douarnenez)）
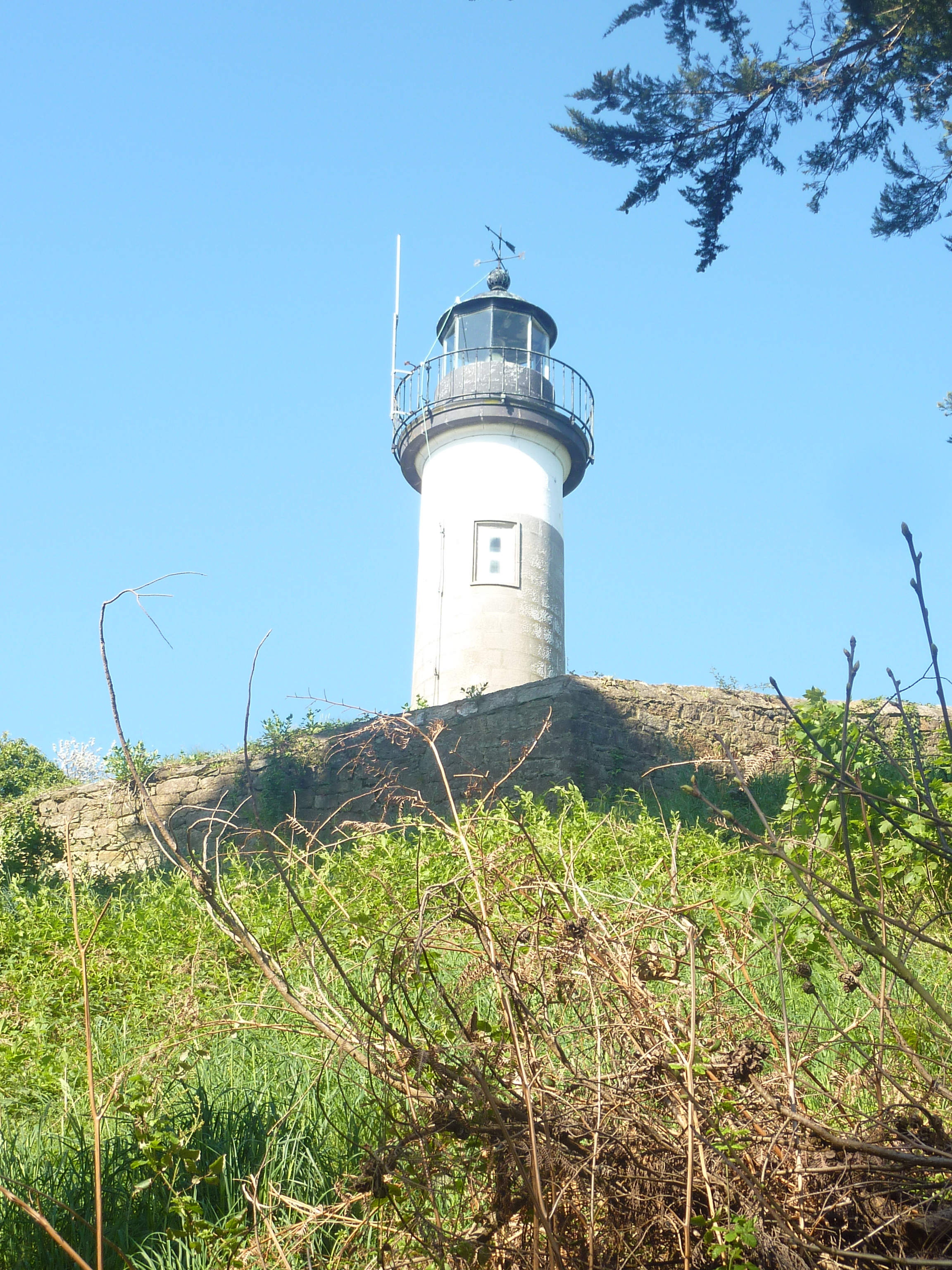
特里斯唐灯塔
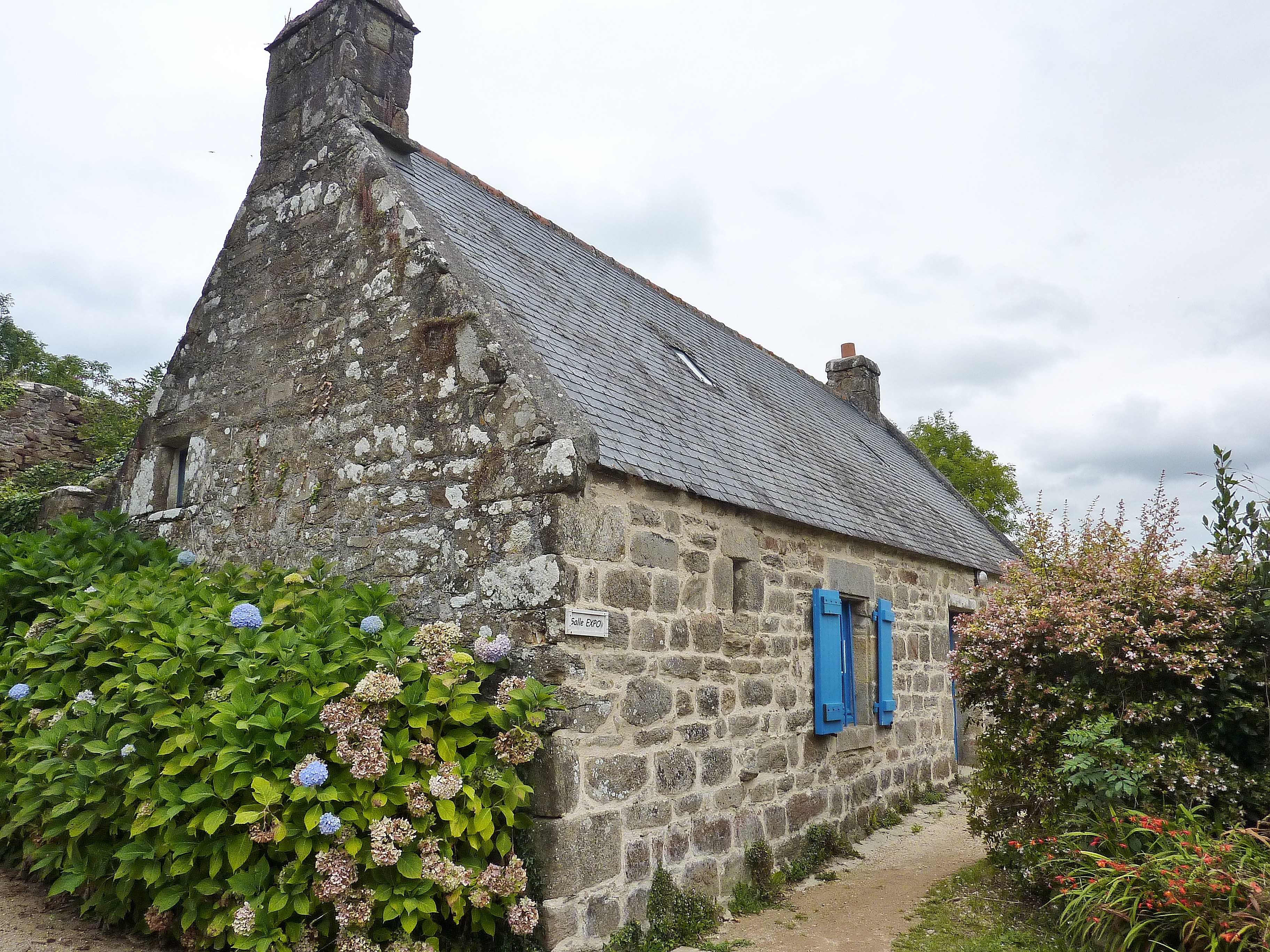
传统民居

### 旅游
杜瓦讷内的旅游事务由其所属的杜瓦讷内市镇公共社区负责。2021年，杜瓦讷内境内共有11家酒店共计251间房间；另有5个露营地，可容纳共544辆露营车。

### 媒体
法国主要的媒体均可在杜瓦讷内接收，法国电视三台下属的布列塔尼大区频道在部分时段播出杜瓦讷内所属区域的地方新闻。蓝色法兰西西布列塔尼广播、科努瓦耶广播、《西部早报》、《科努瓦耶进步报》、布雷斯特电视台等是当地主要的地方性媒体。

## 相关人物
法国自行车手罗南·庞塞克和足球运动员罗曼·丹泽出生于杜瓦讷内。

## 友好城市
截至2022年2月，杜瓦讷内共与两座城市互为友好城市关系：
- 英格兰 法尔茅斯[63]
- 黎巴嫩 Rashidieh[64]